# Битва при Хайфе (1918)
Битва при Хайфе (1918) — сражение Первой мировой войны, состоявшееся в северной части османской Палестины 23 сентября 1918 года. Сражение являлось частью Синайско-Палестинской кампании, частью битвы при Мегиддо. Во время битвы за Хайфу индийская 15-я (Императорская служба) кавалерийская бригада, 5-я кавалерийская дивизия и часть Пустынного конного корпуса атаковали арьергардные силы Османской империи, в результате чего были захвачены города Хайфа и Акко.
Битва при Мегиддо началась с атаки пехоты Британской империи по почти непрерывной линии от Средиземного моря через равнину Сарон до предгорий Иудейских гор. Был захвачен штаб 8-й османской армии в Тулькарме, сама армия была окружена на побережье, и кавалерия Британской империи двинулась на север через образовавшуюся брешь. К 25 сентября одна османская армия была уничтожена, а оставшиеся две другие отступали на север, в Дамаск.
День 23 сентября, когда 5-я кавалерийская дивизия начала битву за Хайфу и Акру, ежегодно отмечается как день освобождения Хайфы Британской армией от османского владычества .

## Фон
5-я кавалерийская дивизия состояла из трёх бригад. В две бригады входили британский йоменский полк, два кавалерийских полка Британской индийской армии. Полк уланов входил в состав Конного корпуса пустыни и поддерживался пулемётами, артиллерией и подразделениями лёгкой бронетехники. Третья бригада — 15-я (Императорская служба) кавалерийская бригада состояла из трёх кавалерийских полков из индийских княжеств Джодхпур, Майсур и Хайдарабад.
После успешного наступления и фактического окружения 7-й и 8-й османских армий на Иудейских горах, после захвата Афулы и Назарета, генеральный штаб группы армий Йылдирым потерял связь со своими тремя армиями. Все прямые маршруты на север контролировались британским Конным корпусом пустыни. 7-я и остатки 8-й османской армии были вынуждены отойти по второстепенным дорогам на восток, через реку Иордан, в сторону Хиджакской железной дороги . Захват Хайфы был необходим для дальнейшего продвижения британской Египетской экспедиционной армии, и для функционирования порта.

## Перед сражением
В ночь с 21 на 22 сентября 1918 года на 18-ю уланскую дивизию короля Георга ( 13-я кавалерийская бригада), направляющуюся  в Акко, напал османский батальон из Хайфы. После короткого боя османский батальон был разгромлен, погибло 30 человек и было взято в плен более 200 человек.
22 сентября британская воздушная разведка ошибочно сообщила, что османская армия покинула Хайфу, но попытки британских войск войти в город были встречены огнём османской артиллерии и пулемётов. Австрийская батарея лёгких полевых орудий при поддержке немецких пулемётчиков остановила британскую разведку. Подъездная дорога, проходившая между горой Кармель и рекой Нахр-эль-Мукаттой (река Кишон), с обеих сторон окружённой болотами контролировалась австрийцами. Британской 5-й кавалерийской дивизии было приказано захватить Хайфу и Акру.

## Сражение
23 сентября 1918 года 15-я кавалерийская бригада (Императорская служба) получила приказ захватить Хайфу. Джодхпурским уланам была поставлена задача захватить эту территорию между горой Кармель и рекой Нахр-эль-Мукаттой (река Кишон), Майсурским—атаковать Хайфу с востока и севера.
Эскадрилья Майсурских улан и эскадрилья йоменов Шервудских рейнджеров при поддержке батареи B Почётной артиллерийской роты атаковали австрийскую батарею лёгких полевых орудий на склонах горы Кармель в 14:00. Эскадрилья Майсурских улан выдвинулась на позицию, поднявшись по крутой дороге, чтобы захватить орудия, в то время как Джодхпурские уланы начали основную конную атаку на арьергард немецких пулемётчиков.
Джодхпурские уланы пересекли железнодорожную линию Акко и попали под пулемётный и артиллерийский огонь. Им пришлось маневрировали влево на нижние склоны горы Кармель из-за зыбучих песков на берегах реки. Британский полк закрепил позицию, захватив тридцать пленных, два пулемёта, два верблюжьих ружья и открыв путь в Хайфу. Джодхпурские уланы продолжили атаку на город, майсурские уланы, которые оказывали огневую поддержку атакующему полку, последовали за ними в город. Вместе два полка захватили 1350 немецких и османских пленных, в том числе двух немецких офицеров, 35 османских офицеров, 17 артиллерийских орудий, в том числе четыре 4,2-мм орудия, восемь 77-мм орудий и четыре верблюжьих орудия, а также 6-дюймовую корабельную пушку и 11 пулемётов. Британские потери составили восемь убитых и 34 раненых. 60 лошадей погибли и ещё 83 получили ранения.

## Последствия
Вскоре после битвы за Хайфу 13-я кавалерийская бригада захватила Акру. 26 сентября остатки хайфского османского гарнизона численностью 300 человек прибыли в Бейрут и получили приказ отправиться вглубь страны, в Рияк, к северу от Дамаска.
25 сентября фельдмаршал Эдмунд Алленби доложил военному министерству о предлагаемом наступлении на Алеппо и общей ситуации .

К 29 сентября 7-я (Меерут) дивизия была сосредоточена в Хайфе вместе с XXI кавалерийским полком в Акре для подготовки к маршу на Бейрут. Командир Джодхпурских улан майор Далпат Сингх погиб в бою, посмертно награждён Военным крестом. Джодхпурские и Майсурские уланы в настоящее время представлены 61-м кавалерийским полком индийской армии и до сих пор ежегодно 23 сентября отмечают эту битву как День Хайфы.
- Мемориал кавалерийской бригаде Императорской службы, Нью-Дели
- Мемориал в Бангалорв память о погибших в Египте и Палестине
- Мемориал в Бангалоре в память о погибших в Египте и Палестине